# Mwohero
Mwohero är ett vattendrag i Burundi.   Det ligger i provinsen Kirundo, i den norra delen av landet, 120 km nordost om huvudstaden Bujumbura.
Omgivningarna runt Mwohero är en mosaik av jordbruksmark och naturlig växtlighet. Runt Mwohero är det tätbefolkat, med 411 invånare per kvadratkilometer.